# Solveig Johs
Solveig Margareta Johs Heinertz, född 10 augusti 1919 i Ästad, Tvååker, Hallands län, död 1982 i Tyresö, var en svensk målare och författare. 
Hon var dotter till köpman Hugo Johanson och hans maka Alfhild, född Svensson. Hon gifte sig första gången med Erik Heinertz och andra gången 1964 med ingenjör Kjell Jeppsson. Efter genomgången flickskola i Varberg 1936 studerade hon vid Örebro språk- och handelsskola 1938. Därefter bedrev hon konststudier vid Valands målarskola i Göteborg 1939 samt privat för Wacek von Reybekiel i Stockholm 1939–1940. Hon debuterade 1948 med diktsamlingen Spelöppning under pseudonymen Solveig Johs; senare tillfogade hon officiellt namnet Johs. Hennes dikter har blivit upplästa i svensk och finländsk radio, och hon medverkade i bland annat Nya Argus och Ny lyrik. Hon tilldelades stipendier från Sveriges författarförening 1949 och 1963, från Norstedts 1949 och var en av Boklotteriets stipendiater 1953. 
I Olle Thörnvalls bok På och utanför kartan (Ellerströms 2006) skildras Johs med fleras författarskap; boken innehåller även en intervju med Solveig Johs.